# Bruce Driver
Pour les articles homonymes, voir Driver.
Bruce Driver (né le 29 avril 1962 à Toronto au Canada) est un joueur professionnel de hockey sur glace.

## Carrière en club
Il commence sa carrière en 1976 dans la ligue junior provincial de l'Ontario puis intègre l'équipe de l'université du Wisconsin-Madison en 1981 avec les Wisconsin Badgers du championnat universitaire (NCAA). À la fin de la saison, il participe au repêchage d'entrée dans la Ligue nationale de hockey et est choisi par les Rockies du Colorado en sixième ronde (108e choix). Il continue pendant deux saisons ses études et fait ses débuts professionnels en 1983 dans la Ligue américaine de hockey avec les Mariners du Maine.
Il débute dans la LNH cette même année en jouant quatre matchs et réalisant par la même occasion deux passes décisives. Il va rester dans la franchise jusqu'à la fin de la saison 1994-1995 et remporte cette année-là la Coupe Stanley. Il a été le capitaine de l'équipe à la suite de Kirk Muller en 1991-1992 et laisse la place à la fin de la saison 1992 à Scott Stevens. Il quitte les Devils en tant que neuvième meilleur pointeur de l'équipe.
À la suite de cette victoire en Coupe Stanley, il rejoint les Rangers de New York pour qui il va jouer trois saisons avant de prendre sa retraite en 1998. Depuis la fin de sa carrière, il participe au hockey du New Jersey en étant l'entraîneur d'équipes féminines.

### Trophées et honneurs personnels
- Coupe Stanley 1995 avec les Devils
- Capitaine des Devils pour la saison 1991-1992[3]

## Statistiques
Pour les significations des abréviations, voir Statistiques du hockey sur glace.
| Saison    | Équipe               | Ligue  |     | Saison régulière | Saison régulière | Saison régulière | Saison régulière | Saison régulière |    | Séries éliminatoires | Séries éliminatoires | Séries éliminatoires | Séries éliminatoires | Séries éliminatoires |
| Saison    | Équipe               | Ligue  | PJ  | B                | A                | Pts              | Pun              | PJ               | B  | A                    | Pts                  | Pun                  |                      |                      |
| 1976-1977 | Royal York Royals    | OPJHL  |     |                  |                  |                  |                  |                  |    |                      |                      |                      |                      |                      |
| 1979-1980 | Royal York Royals    | OPJHL  | 43  | 13               | 57               | 70               | 102              |                  |    |                      |                      |                      |                      |                      |
| 1980-1981 | Wisconsin Badgers    | NCAA   | 42  | 5                | 15               | 20               | 42               |                  |    |                      |                      |                      |                      |                      |
| 1981-1982 | Wisconsin Badgers    | NCAA   | 46  | 7                | 37               | 44               | 84               |                  |    |                      |                      |                      |                      |                      |
| 1982-1983 | Wisconsin Badgers    | NCAA   | 39  | 16               | 34               | 50               | 50               |                  |    |                      |                      |                      |                      |                      |
| 1983-1984 | Mariners du Maine    | LAH    | 12  | 2                | 6                | 8                | 15               | 16               | 0  | 10                   | 10                   | 8                    |                      |                      |
| 1983-1984 | Devils du New Jersey | LNH    | 4   | 0                | 2                | 2                | 0                |                  |    |                      |                      |                      |                      |                      |
| 1983-1984 | Canada               | Int.   | 68  | 14               | 18               | 32               | 54               |                  |    |                      |                      |                      |                      |                      |
| 1984-1985 | Devils du New Jersey | LNH    | 67  | 9                | 23               | 32               | 36               |                  |    |                      |                      |                      |                      |                      |
| 1985-1986 | Mariners du Maine    | LAH    | 15  | 4                | 7                | 11               | 16               |                  |    |                      |                      |                      |                      |                      |
| 1985-1986 | Devils du New Jersey | LNH    | 40  | 3                | 15               | 18               | 32               |                  |    |                      |                      |                      |                      |                      |
| 1986-1987 | Devils du New Jersey | LNH    | 74  | 6                | 28               | 34               | 36               |                  |    |                      |                      |                      |                      |                      |
| 1987-1988 | Devils du New Jersey | LNH    | 74  | 15               | 40               | 55               | 68               | 20               | 3  | 7                    | 10                   | 14                   |                      |                      |
| 1988-1989 | Devils du New Jersey | LNH    | 27  | 1                | 15               | 16               | 24               |                  |    |                      |                      |                      |                      |                      |
| 1989-1990 | Devils du New Jersey | LNH    | 75  | 7                | 46               | 53               | 63               | 6                | 1  | 5                    | 6                    | 6                    |                      |                      |
| 1990-1991 | Devils du New Jersey | LNH    | 73  | 9                | 36               | 45               | 62               | 7                | 1  | 2                    | 3                    | 12                   |                      |                      |
| 1991-1992 | Devils du New Jersey | LNH    | 78  | 7                | 35               | 42               | 66               | 7                | 0  | 4                    | 4                    | 2                    |                      |                      |
| 1992-1993 | Devils du New Jersey | LNH    | 83  | 14               | 40               | 54               | 66               | 5                | 1  | 3                    | 4                    | 4                    |                      |                      |
| 1993-1994 | Devils du New Jersey | LNH    | 66  | 8                | 24               | 32               | 63               | 20               | 3  | 5                    | 8                    | 12                   |                      |                      |
| 1994-1995 | Devils du New Jersey | LNH    | 41  | 4                | 12               | 16               | 18               | 17               | 1  | 6                    | 7                    | 8                    |                      |                      |
| 1995-1996 | Rangers de New York  | LNH    | 66  | 3                | 34               | 37               | 42               | 11               | 0  | 7                    | 7                    | 4                    |                      |                      |
| 1996-1997 | Rangers de New York  | LNH    | 79  | 5                | 25               | 30               | 48               | 15               | 0  | 1                    | 1                    | 2                    |                      |                      |
| 1997-1998 | Rangers de New York  | LNH    | 75  | 5                | 15               | 20               | 46               |                  |    |                      |                      |                      |                      |                      |
| Totaux    | Totaux               | Totaux | 922 | 96               | 390              | 486              | 670              | 108              | 10 | 40                   | 50                   | 64                   |                      |                      |